# 17 Brygada Kawalerii (austro-węgierska)
17 Brygada Kawalerii (17. KBrig.) – brygada kawalerii cesarskiej i królewskiej Armii.

## Historia brygady
17 BK wchodziła w skład Dywizji Kawalerii Wiedeń, która w 1912 roku została przemianowana na 3 Dywizję Kawalerii. Komenda brygady znajdowała się w Wiedniu.
W 1893 roku w skład brygady wchodził:
- Pułk Dragonów Nr 4,
- Pułk Dragonów Nr 15 (eksterytorialnie, stacjonował na terytorium 14 Korpusu,
- Pułk Huzarów Nr 5[1].

W 1893 roku w skład brygady został włączony Pułk Huzarów Nr 7, który dotychczas był podporządkowany komendantowi 4 Brygady Kawalerii w Budapeszcie, natomiast Pułk Huzarów Nr 5 został przeniesiony z Wiednia do Bratysławy i włączony do tamtejszej 16 Brygady Kawalerii w Wiedniu.
W 1914 roku w skład brygady wchodził:
- Pułk Huzarów Nr 1,
- Pułk Ułanów Nr 4.

## Komendanci brygady
- GM Wilhelm von Bothmer ( – 1893 → komendant 31 Dywizji Piechoty[4])
- płk / GM Franz Czeyda (1893[5] – )
- GM Stanisław Ursyn-Pruszyński (1913-1915)